# Uraecha albovittata
Uraecha albovittata là một loài bọ cánh cứng trong họ Cerambycidae.